# Kazan Summer Cup
Il Kazan Summer Cup è stato un torneo professionistico di tennis giocato su campi in cemento. Faceva parte dell'ATP Challenger Tour e dell'ITF Women's Circuit. L'unica edizione si è disputata a Kazan' in Russia.

## Albo d'oro

### Singolare maschile
| Anno | Campione            | Finalista     | Punteggio |
| ---- | ------------------- | ------------- | --------- |
| 2013 | Serhij Stachovs'kyj | Valery Rudnev | 6–2, 6–3  |

### Doppio maschile
| Anno | Campioni                         | Finalisti            | Punteggio |
| ---- | -------------------------------- | -------------------- | --------- |
| 2013 | Victor Baluda Konstantin Kravčuk | Ivo Klec Jürgen Zopp | 6–3, 6–4  |

### Singolare femminile
| Year            | Campionessa      | Finalista            | Punteggio     |
| --------------- | ---------------- | -------------------- | ------------- |
| 2014            | Alena Tarasova   | Polina Monova        | 6–1, 7–6(3)   |
| ↑ ITF $10,000 ↑ |                  |                      |               |
| 2013            | Ljudmyla Kičenok | Valentina Ivachnenko | 6–2, 2–6, 6–2 |
| ↑ ITF $50,000 ↑ |                  |                      |               |

### Doppio femminile
| Year            | Campionesse                          | Finaliste                            | Punteggio        |
| --------------- | ------------------------------------ | ------------------------------------ | ---------------- |
| 2014            | Margarita Lazareva Lіdzіja Marozava  | Polina Novoselova Sofia Smagina      | 6–1, 0–6, [10–6] |
| ↑ ITF $10,000 ↑ |                                      |                                      |                  |
| 2013            | Veronika Kudermetova Evgenija Rodina | Alexandra Artamonova Martina Borecká | 5–7, 6–0, [10–8] |
| ↑ ITF $50,000 ↑ |                                      |                                      |                  |